# Companhia da Zambézia

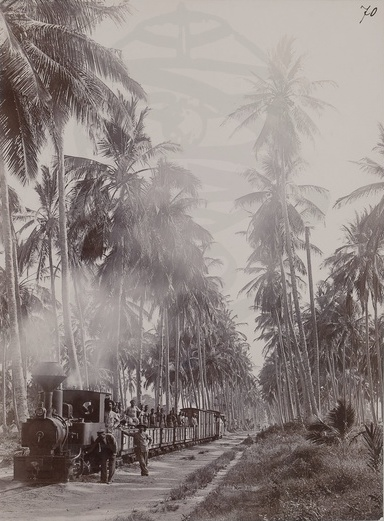
Companhia da Zambézia, Moçambique - Coalane - Palmar da Companhia da Zambézia junto à estrada

A Companhia da Zambézia foi a terceira companhia arrendatária da colónia portuguesa de Moçambique que abrangia as regiões de Chire, limite com a Niassalândia, Zumbo e Luenha, com fronteira com a Rodésia do Norte. Esta companhia não tinha privilégios porque era concessionária (ou arrendatária). Foi criada em 25 de maio de 1892, e a sua área era a maior das companhias.